# 649
649 (DCXLIX) var ett normalår som började en torsdag i den julianska kalendern.

## Händelser

### Juli
- 21 juli – Sedan Theodor I har avlidit den 14 maj väljs Martin I till påve.

## Födda
- Konstantin IV, kejsare av Bysantinska riket.

## Avlidna
- 14 maj – Theodor I, påve sedan 642.